# Roxane Knetemann
Roxane Knetemann (* 1. April 1987 in Roosendaal) ist eine ehemalige niederländische Radrennfahrerin, die auf der Bahn und der Straße aktiv war.

## Werdegang
Roxane Knetemann stammt aus einer Radsportfamilie: Ihr Vater ist der Straßen-Weltmeister von 1978, Gerrie Knetemann, ihre Mutter die ehemalige Radrennfahrerin Gré Knetemann-Donker. Als Kind spielte sie Tennis, aber nach einem Besuch der niederländischen Bahn-Meisterschaften in Alkmaar entwickelte sich ihr Interesse, selbst Radsport zu betreiben. 2002 errang sie ihren ersten nationalen Titel, als sie niederländische Jugend-Meisterin im Einzelzeitfahren wurde.
Ihre größten Erfolge errang Roxane Knetemann mit dem Team Rabo Women Cycling im Mannschaftszeitfahren bei Straßen-Weltmeisterschaften: 2013 wurde die Mannschaft Vize-Meister, und 2015 errang das Team Bronze.
Roxane Knetemann studierte Pädagogik, hatte aber wegen des Radsports ihr Studium unterbrochen. Sie ist liiert mit dem Radsport-Kollegen Wim Stroetinga. Nach Ablauf der Saison 2019 beendete Knetemann ihre Laufbahn als Radrennfahrerin. Während der Tour de France 2022 fungierte sie als Expertin in der Analysesendung De Avondetappe beim öffentlich-rechtlichen Sender NOS. 2025 wurde sie Sportliche Leiterin der Tour of Holland, dem Nachfolgerennen der Niederlande-Rundfahrt, die in diesem Jahr wieder ausgetragen wird.

## Erfolge

### Straße
2002
- Niederländische Meisterin (Jugend) – Einzelzeitfahren

2013
- Weltmeisterschaft – Mannschaftszeitfahren (mit Marianne Vos, Annemiek van Vleuten, Pauline Ferrand-Prévot, Thalita de Jong und Lucinda Brand)

2015
- Weltmeisterschaft – Mannschaftszeitfahren (mit Lucinda Brand, Thalita de Jong, Shara Gillow, Katarzyna Niewiadoma und Anna van der Breggen)

### Bahn
2010
- Niederländische Meisterin – Zweier-Mannschaftsfahren (mit Amy Pieters)

2012
- Niederländische Meisterin Madison (mit Marianne Vos)